# Flaga Gwinei Bissau
Flaga Gwinei Bissau wywodzi się ze sztandaru Afrykańskiej Partii Niepodległości Gwinei i Wysp Zielonego Przylądka (skrót PAIGC od Partido Africano da Independência da Guiné e Cabo Verde), na której występowały barwy panafrykańskie (czerwony, żółty i zielony). Po uzyskaniu niepodległości w 1973 skrót PAIGC, znajdujący się poniżej czarnej gwiazdy, został usunięty i w ten sposób flaga uzyskała swą dzisiejszą postać.
Flaga została oficjalnie zaakceptowana 24 września 1973.
Poszczególne kolory mają następujące znaczenie:
- Czerwony pas symbolizuje cierpienie, którego doświadczył naród Gwinei-Bissau podczas okresu kolonialnego, a także walkę Gwinejczyków o niepodległość.
- Kolor żółty symbolizuje owoce pracy i plony ziemi.
- Barwa zielona symbolizuje bogactwo natury oraz nadzieję na szczęśliwą przyszłość.
- Czarna pięcioramienna gwiazda jest symbolem Afryki i jej mieszkańców, a także ich godności, wolności i pokoju.

Podobieństwo do byłej flagi Republiki Zielonego Przylądka było celowe i wynikało z planów ewentualnego zjednoczenia obydwu krajów.